# Hiệp hội bóng đá Uzbekistan
Hiệp hội bóng đá Uzbekistan (UFA) (tiếng Uzbek: Oʻzbekiston Futbol Federatsiyasi) là tổ chức quản lý, điều hành các hoạt động bóng đá ở Uzbekistan. UFA quản lý đội tuyển bóng đá quốc gia Uzbekistan, tổ chức các giải bóng đá như giải vô địch bóng đá Uzbekistan, cúp bóng đá Uzbekistan,.... UFA là thành viên của cả Liên đoàn bóng đá thế giới (FIFA), Liên đoàn bóng đá châu Á (AFC) và Liên đoàn bóng đá Trung Á (CAFA).
Chủ tịch của Liên đoàn bóng đá Uzbekistan hiện nay là ông Mirabror Usmanov.